# Loi créant de nouveaux droits pour les victimes et améliorant l'exécution des peines
 (janvier 2019).
Si vous disposez d'ouvrages ou d'articles de référence ou si vous connaissez des sites web de qualité traitant du thème abordé ici, merci de compléter l'article en donnant les références utiles à sa vérifiabilité et en les liant à la section « Notes et références ».
Lire en ligne

Sur Légifrance

La loi no 2008-644 du 1er juillet 2008 créant de nouveaux droits pour les victimes et améliorant l'exécution des peines est une loi française, appelée communément « loi Dati 2 ».

## Débats parlementaires
Les rapporteurs du projet de loi sont Étienne Blanc à l'Assemblée nationale, et François Zocchetto au Sénat.

## Principales dispositions
Les principales dispositions de cette loi sont :
- la création d'un service d'indemnisation des victimes (dénommé SARVI dans la pratique) ;
- une indemnisation plus complète des victimes ayant subi des atteintes à leur patrimoine, et spécialement les destructions d'automobiles ;
- une modification des conditions de signification des citations ou convocations devant le tribunal correctionnel ;
- la possibilité pour le condamné d'obtenir une réduction de 20 % du montant de l'amende due s'il paie cette amende dans le mois suivant la date de condamnation.

## Création du SARVI
Le Service d'aide au recouvrement des victimes d'infractions (SARVI)
est une émanation du Fonds de garantie des victimes qui, depuis le 1er octobre 2008 aide à rembourser les dommages et intérêts alloués lors d'un procès pénal, lorsque le condamné ne paie pas les sommes dues.
Le SARVI, qui doit être saisi dans l'année qui suit le date où le jugement pénal est devenu définitif, verse les sommes dues à la victime et se retourne alors, en vertu de son action subrogatoire, à l'encontre du condamné.
Le SARVI ne règle des dommages-intérêts que pour certains types d'infractions commises, et la procédure n'est réservée qu'à des personnes en situation difficiles sur le plan économique et social. Le montant maximal est de 1 000 euros ; pour les sommes supérieures, des règles spécifiques s'appliquent jusqu'à 3 000 euros.